# Chiesa di San Martino (Montegrino Valtravaglia)
La chiesa di San Martino è un edificio religioso situato a Montegrino Valtravaglia, in provincia di Varese.
L'edificio sorge nel bosco sopra il centro abitato di Montegrino ed è raggiungibile attraverso un sentiero che conduce fino al sagrato. La sua costruzione viene posta verso la prima metà del XI secolo, sebbene possa essere stata realizzata su un edificio precedente, di più antiche origini.
Fino al XVI secolo la chiesa era circondata da un cimitero.

## Architettura
L'edificio si presenta come un blocco rettangolare con presbiterio quadrangolare e abside semicircolare. La facciata è a capanna e presenta al centro un portale ricavato nel XVII secolo, quando l'antico prospetto fu demolito e ricostruito (in precedenza l'ingresso della chiesa era posto sul lato meridionale). Lateralmente si trovano due finestre con inginocchiatoi in pietra che si ritrovano spesso negli oratori lungo i sentieri montani, in quanto permettevano ai viaggiatori momenti di preghiera senza dover entrare nella chiesa.
Internamente si trova un unico ambiente rettangolare di 9×5,3 m, scandito da un arco centrale in due campate coperte con volta a crociera. Il presbiterio annesso all'aula, a pianta quasi quadrata di 3,5×3,7 m, è separato da quest'ultima da un arco trionfale a tutto sesto; qui si trova l'altare maggiore dipinto a parete e la mensa originaria. A sinistra del presbiterio si trova la sagrestia, alla quale è addossato il campanile, realizzato nel XIX secolo.

## Apparato decorativo
La chiesa presenta alcuni frammenti di affreschi a formare un ciclo pittorico. Non sono più visibili quelli che decoravano l'abside, probabilmente di epoca trecentesca, la cui presenza in passato è testimoniata da alcuni frammenti rinvenuti durante alcune operazioni di scavo. Rimangono oggi due riquadri nella navata, entrambi raffiguranti San Bernardino da Siena, uno del XV secolo e l'altro, speculare sulla parete opposta, firmato dal pittore locale Guglielmo Jotti. Sono ancora visibili anche un affresco raffigurante San Martino che dona il mantello al povero datato 1546 e firmato da Domenico Pocetti (Dominichus de Pocetis Vallisoldi), pittore della Valsolda, e l'Annunciazione posta sull'arco trionfale. Una seconda Annunciazione, probabilmente antecedente, era presente sulla spalla destra dello stesso arco: di questo affresco oggi rimane la figura di Maria, mentre è scomparsa quella dell'angelo annunciante che era posta sulla spalla opposta. Un ultimo affresco è la raffigurazione di San Martino in adorazione alla Madonna con Gesù bambino, databile alla prima metà del XVII secolo, sull'altare maggiore.